# Palana (Fluss)
Die Palana (russisch Палана) ist ein 141 km langer Zufluss des Ochotskischen Meeres im zentralen Abschnitt der Halbinsel Kamtschatka im Fernen Osten Russlands.

## Flusslauf
Die Palana entspringt im Sredinny-Höhenrücken auf einer Höhe von etwa 1100 m. Sie fließt anfangs 10 km in nördlicher Richtung durch das Gebirge und wendet sich anschließend nach Westen. Zwischen den Flusskilometern 97 und 90 durchquert der Fluss den 274 m hoch gelegenen See Palanskoje. Bei Flusskilometer 84 nimmt er einen größeren Nebenfluss von links auf. Die Palana fließt im Anschluss bis Flusskilometer 35 in nordnordwestlicher Richtung durch eine sumpfige Niederung. Im Unterlauf wendet sich die Palana nach Westen. 9 km oberhalb der Mündung passiert der Fluss die am rechten Ufer gelegene gleichnamige Siedlung städtischen Typs Palana. Die Palana mündet schließlich in das Ochotskische Meer. Das Einzugsgebiet der Palana umfasst 2500 km².

## Biologie
Zur Flussfauna gehören die Regenbogenforelle und der Silberlachs. Nahe der Flussmündung wurden fossile Strahlentierchen aus dem Zeitalter des Jura entdeckt.